# Wesselburen
Wesselburen es una ciudad y municipio situado en el distrito de Dithmarschen, en el estado federado de Schleswig-Holstein (Alemania), con una población a finales de 2016 de unos 3287 habitantes.
Se encuentra ubicado al oeste del estado, cerca del mar del Norte y a poca distancia al norte del canal de Kiel.

## Personalidades
- Friedrich Hebbel (1813–1863), poeta y dramaturgo
- Christian Otto Mohr (1835–1918), ingeniero civil
- Friedrich Jacob Merck (* 1621 en Schweinfurt), fundador del Grupo Merck, fue propietario entre 1665 y 1668 de la Wesselburener Apotheke.[2]
- Thomas Selle (* 1599 en Zörbig; † 1663 en Hamburgo), compositor, activo entre 1625 y 1634 como director de música eclesiástica en Wesselburen.